# Maria Kotlicka
Maria Teresa Kotlicka (ur. 7 kwietnia 1938 w Częstochowie) – polska nauczycielka i działaczka oświatowa, biolog, poseł na Sejm PRL VI i VII kadencji.

## Życiorys
Uzyskała wykształcenie wyższe na Wydziale Biologii i Nauk o Ziemi Uniwersytetu Łódzkiego w 1960. W 1961 została asystentką w Katedrze Zoologii Ogólnej tej uczelni i zamieszkała w Pabianicach, gdzie w 1963 została nauczycielką biologii w I Liceum Ogólnokształcącym. W 1969 została zastępcą dyrektora, a w 1972 dyrektorem tego liceum. Zasiadała w Zarządzie Głównym Towarzystwa Planowania Rodziny i w prezydium Zarządu Wojewódzkiego TPR w Łodzi. Działała również w Towarzystwie Krzewienia Kultury Świeckiej i Towarzystwie Wiedzy Powszechnej. W 1972 i 1976 uzyskiwała mandat posła na Sejm PRL (jako bezpartyjna) w okręgach kolejno Pabianice i Łódź-Śródmieście. W trakcie VI kadencji pełniła funkcję sekretarza Sejmu. Zasiadała przez dwie kadencje w Komisji Oświaty i Wychowania, której w VII kadencji była zastępcą przewodniczącego oraz w Komisji Spraw Wewnętrznych i Wymiaru Sprawiedliwości.

## Odznaczenia
- Medal Komisji Edukacji Narodowej
- Medal 30-lecia Polski Ludowej
- Honorowa Odznaka Województwa Łódzkiego